# Xa lộ Liên tiểu bang 71
Xa lộ Liên tiểu bang 71 (tiếng Anh: Interstate 71 hay viết tắt là I-71) là một xa lộ liên tiểu bang trong vùng Ngũ Đại Hồ/Trung Tây và Đông Nam Hoa Kỳ. Điểm đầu phía nam của nó nằm tại nút giao thông khác mức với Xa lộ Liên tiểu bang 64 và Xa lộ Liên tiểu bang 65 tại thành phố Louisville, Kentucky. Điểm đầu phía bắc của nó nằm tại một nút giao thông khác mức với Xa lộ Liên tiểu bang 90 tại thành phố Cleveland, Ohio.  I-71 chạy trùng với Xa lộ Liên tiểu bang 75 từ một điểm cách thành phố Cincinnati khoảng 20 dặm (30 km) về phía nam cho đến phố chính thành phố Cincinnati. Khoảng 3 phần tư tuyến đường của nó nằm ở phía đông của I-75, vì thế nó nằm không đúng vị trí trong hệ thống trục dọc ngang của Hệ thống Xa lộ Liên tiểu bang.
Trong khi I-71 được ấn định là một xa lộ liên tiểu bang bắc–nam (mã số lẻ) nhưng nó lại là một xa lộ chính đông–tây đối với xe cộ đi băng ngang Hoa Kỳ. Nó nối I-80 và I-90 đến I-70, và quan trọng là (qua ngã I-65) nó nối đến I-40.

## Mô tả
|           | dặm    | km     |
| --------- | ------ | ------ |
| Kentucky  | 97,42  | 156,78 |
| Ohio      | 248,15 | 399,36 |
| Tổng cộng | 345,57 | 556,14 |

### Kentucky
Tại tiểu bang Kentucky, I-71 bắt đầu ở phía đông phố chính thành phố Louisville tại Nút giao thông lập thể Kennedy là nơi nó gặp I-64 và I-65. Nút giao thông này đôi khi được gọi là Giao điểm Mì Ý. Từ Louisville, nó gần như đi theo Sông Ohio trong con đường hình chéo đến phía bắc tiểu bang Kentucky. Giữa thành phố Louisville và thành phố Cincinnati, I-71 phần lớn là một xa lộ hai làn xe mỗi chiều, trừ một vài dặm trong thành phố Sparta nó có ba làn xe mỗi chiều. I-71 nhập với Xa lộ Liên tiểu bang 75 gần Walton và giao cắt Xa lộ Liên tiểu bang 275, đây là xa lộ vành đai của thành phố Cincinnati. Sau khi đi qua Covington, xa lộ cao tốc này qua Sông Ohio qua tần thấp của Cầu Brent Spence và tiếp tục vào thành phố Cincinnati.

### Ohio
Tại Cincinnati, I-71 lập tức tách khỏi I-75 và đi theo hướng đông vào Xa lộ Fort Washington nơi nó tiếp tục đi qua phố chính thành phố Cincinnati cùng với Quốc lộ Hoa Kỳ 50 một đoạn ngắn hơn 1 dặm. Ngay phía đông phố chính, Quốc lộ Hoa Kỳ 50 tách khỏi I-71 và tiếp tục hướng đông trong khi I-71 bẻ cong lên hướng bắc và nhận một xa lộ phụ trợ là Xa lộ Liên tiểu bang 471, đây là xa lộ nhánh ngắn tại đông nam thành phố. I-71 sau đó đi theo hướng tổng quát đông bắc qua đô thị Cincinnati vào trong các khu ngoại ô lân cận. Sau một nút giao thông lập thể với Xa lộ Liên tiểu bang 275, xa lộ rời vùng đô thị và hướng về thành phố Columbus. Nó tiếp tục hướng đông bắc cho đến khi đến South Lebanon, Ohio là nơi nó bắt đầu cắt ngang hướng đông các vùng đồng bằng trong vùng tây nam tiểu bang Ohio. Xa lộ cao tốc qua Sông Little Miami bằng Cầu Jeremiah Morrow. I-71 đi về hướng thành phố Columbus, rồi giao cắt với xa lộp tránh I-270 trước khi đi về hướng bắc vào đô thị Columbus, nơi nó giao cắt với I-70 và đi ra khỏi thành phố Columbus. Xa lộ tiếp tục hướng bắc cho đến khi đến gần Delaware là nơi nơi nó lại quay hướng đông bắc. Bắt đầu trên đường đến thành phố Cleveland, I-71 vào vùng nông thôn có những nông trại trùng điệp nằm trên các triền núi thuộc Cao nguyên Allegheny. Nó tiếp tục đi đến Lodi/Westfield Center và điểm giao cắt của nó với I-76. Đi hướng bắc đến Medina, nó gặp điểm đầu của I-271. Sau đó xa lộ tiếp tục hướng bắc vào trong Quận Cuyahoga thị thành và các khu ngoại ô của thành phố Cleveland, giao cắt Xa lộ thu phí Ohio/I-80. Đi qua Phi trường Quốc tế Cleveland Hopkins, I-71 gặp I-480 vào phía tây thành phố Cleveland, tiếp tục hành trình đến phố chính. Nó giao cắt với Xa lộ Tiểu bang Ohio 176 và kết thúc tại Xa lộ Liên tiểu bang 90.

## Các xa lộ phụ trợ
- I-471 - nối phố chính thành phố Cincinnati với Xa lộ Liên tiểu bang 275
- I-271 - tạo lối giao thông đến các khu ngoại ô phía đông của thành phố Cleveland và tạo điều kiện cho người lái xe trên Xa lộ Liên tiểu bang 71 đi đến Xa lộ Liên tiểu bang 90 chiều đi hướng đông mà không phải đi qua địa giới của thành phố Cleveland.